# Witte stip

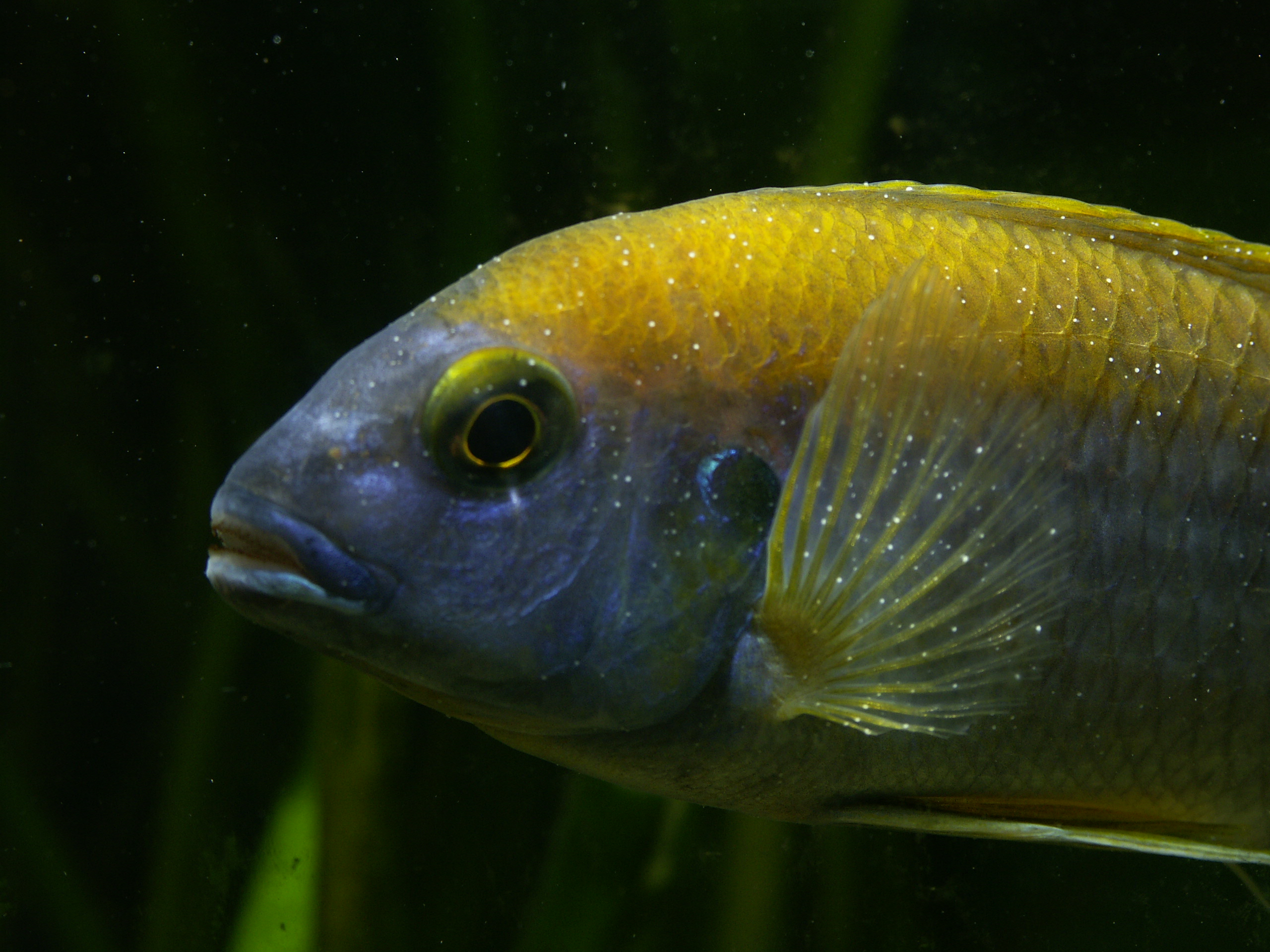
Witte stip bij een cichlide.

Witte stip is een ziekte die vissen zoals aquariumvissen en vijvervissen kunnen krijgen. De vissen krijgen hierbij kleine witte stippen over het gehele lichaam, die zowel op de staart en vinnen als op de huid duidelijk opvallen.
De ziekte wordt veroorzaakt door een eencellige parasiet, in zoet water de Ichthyophthirius multifiliis.
De ziekte is zeer besmettelijk. Er zijn verschillende manieren waarop vissen witte stip kunnen krijgen. Een ervan is besmetting door nieuwe vissen en/of planten die aan een vijver of aquarium zijn toegevoegd en die de ziekte dragen. Bij de aanschaf van nieuwe vissen dient men rekening te houden met de mogelijkheid van besmetting door nieuwe dieren enige tijd in quarantaine te houden.
Ook moet genoemd worden, dat Ichthophthirius multifiliis altijd latent aanwezig is in het water. Een verzwakte vis kan op die manier ook Witte stip krijgen. Het is wel zo dat een aanwezige besmette vis, makkelijker andere vissen ziek maakt dan de latent aanwezige vorm.
Tegen witte stip zijn er diverse middelen in de handel. Door het volgen van een kuur van een aantal dagen kan de ziekte effectief worden bestreden.
Bepaalde soorten vissen, zoals de clownbotia, raken sneller besmet met witte stip.